# پینارجیک (دمیراوزو)
پینارجیک {{ترکی|Pınarcık) (به کردی: Oksurûc) یک منطقهٔ مسکونی در ترکیه است که در دمیراوزو واقع شده‌است. پینارجیک ۷۷ نفر جمعیت دارد.